# Hollandaea sayeriana
Hollandaea sayeriana är en tvåhjärtbladig växtart som först beskrevs av F. Müll., och fick sitt nu gällande namn av L. S. Smith. Hollandaea sayeriana ingår i släktet Hollandaea och familjen Proteaceae. Inga underarter finns listade i Catalogue of Life.